# Jaora (stato)
Lo Stato di Jaora fu uno stato principesco del subcontinente indiano, avente per capitale la città di Jaora.

## Storia

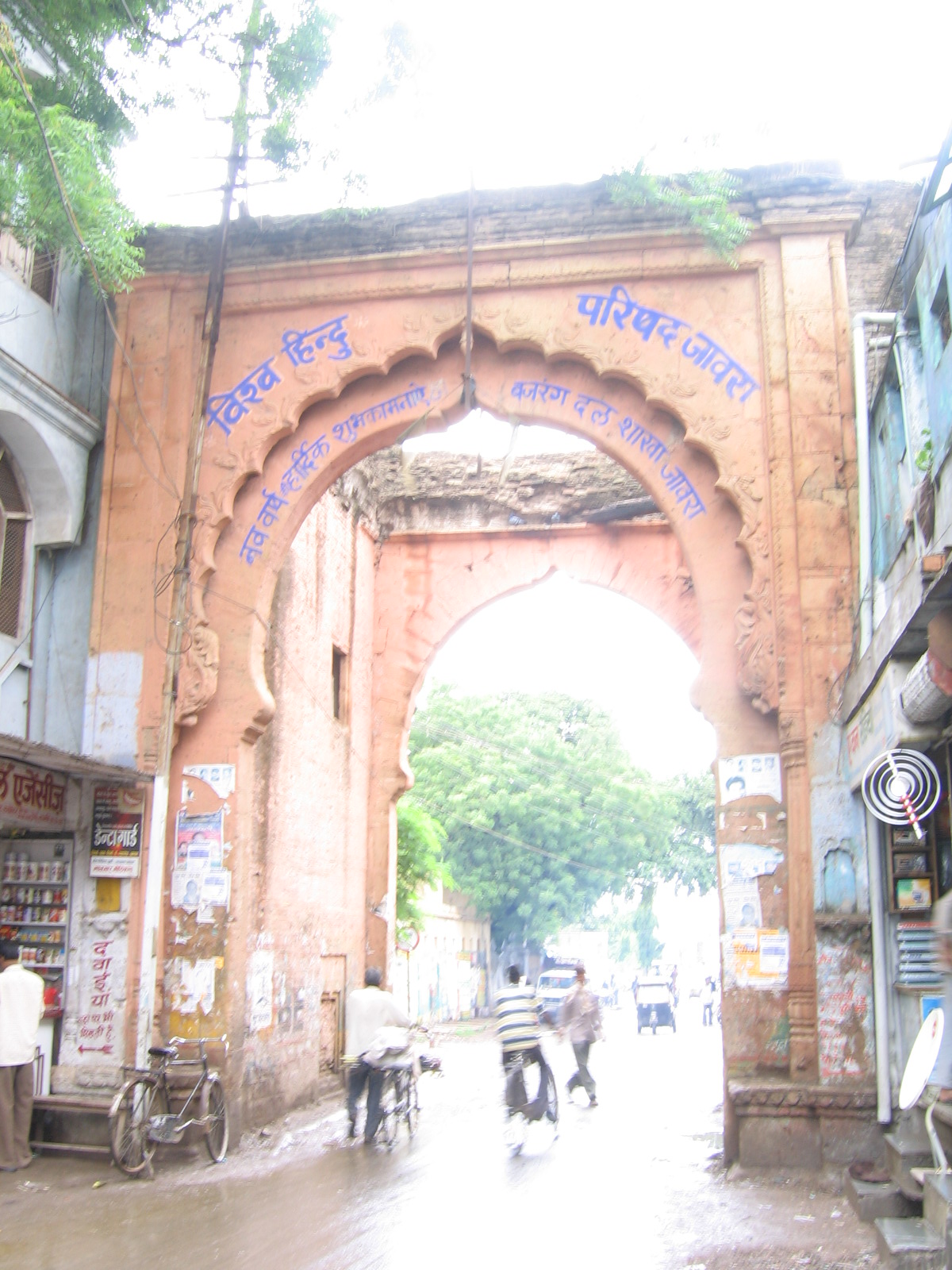
La porta di Ratlami, Jaora

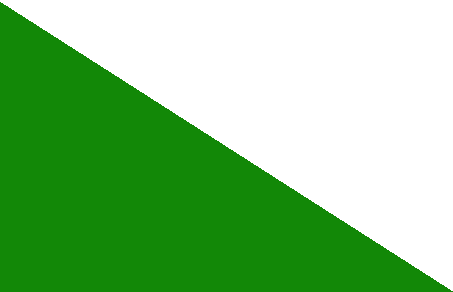
La bandiera dello stato di Jaora fu verde e bianca dal 1865 al 1895.

Lo stato di Jaora venne fondato da 'Abdu'l Ghafur Muhammad Khan, un musulmano afghano discendente da Rohilla, nel 1808. Nel 1818 lo stato divenne un protettorato britannico. 'Abdu'l Ghafur Muhammad Khan era un ufficiale di cavalleria che aveva servito il capo pashtun Muhammad Amir Khan. Successivamente si pose al servizio del maharaja di Holkar e dello Stato di Indore, soggiogando i territori rajput a nord di Malwa ed annettendone le terre. Come pagamento per i propri servizi, ottenne il titolo di Nawab nel 1808. Lo stato venne confermato dal governo britannico nel 1818 tramite il Trattato di Mandsaur.
Nawab Muhammad Ismail (r. 1865-1895) divenne maggiore onorario del British Army. Durante il regno del nawab Muhammad Iftikhar Ali Khan (r. 1895-1947), lo stato di Piploda si distaccò nel 1924, ed il Panth-Piploda divenne una provincia dell'India britannica nel 1942. Il nawab Muhammad Usman 'Ali Khan (r. 1947-1948) siglò la firma dell'ingresso dello stato nell'Unione Indiana il 15 giugno 1948.

## Governanti
I governanti dello stato di Jaora avevano il titolo di nawab

### Nawab
- 6 gennaio 1817 -  9 settembre 1825 Abdul Ghafur Mohammad Khan         (n. 1775 - m. 1825)
- 9 settembre 1825 – 29 aprile 1865 Ghows Mohammad Khan                (n. 1823 - m. 1865) 
  - 9 settembre 1825 - 1827 Musharraf Begum (f) - reggente (m. 1827)
  - + Jahangir Khan
- 1827 - 1840 Borthwick -Regent
- 30 aprile 1865 -  6 marzo 1895 Ehtesam al-Dowla Mohammad Isra´il Khan noto anche come Nawab Muhammad Khan  (n. 1854 - m. 1895) 
  - 30 aprile 1865 - 1872 reggenti
  - - Hazrat Nur Khan
  - - Agente politico del Malwa Occidentale
- 6 marzo 1895 – 15 agosto 1947 Fakhr al-Dowla Mohammad Eftekhar   (n. 1883 - m. 1947)  `Ali Khan (dal 12 dicembre 1911, Fakhr al-Dowla Sir Mohammad Eftekhar `Ali Khan)
  - 6 marzo 1895 – 20 maggio 1906 Sahibzada Yar Muhammad Khan - reggente